# François Cointe
Pour les articles homonymes, voir Cointe (homonymie).
 (mars 2025).
Si vous disposez d'ouvrages ou d'articles de référence ou si vous connaissez des sites web de qualité traitant du thème abordé ici, merci de compléter l'article en donnant les références utiles à sa vérifiabilité et en les liant à la section « Notes et références ».
François Cointe est un ingénieur, architecte et dessinateur de presse français né le 1er mai 1957 à Paris (12e arrondissement de Paris). Ingénieur diplômé de l'École centrale Paris (promotion 1980) et de l'école d'architecture Paris-La Villette, il est surtout connu pour sa collaboration régulière de 1985 à 2007 à l'hebdomadaire Le Monde informatique.

## Carrière scientifique
Dès les années 1980 il travaille sur la conception et la modélisation thermique des bâtiments. Il commence par la modélisation des maisons traditionnelles à patio à l'Ecole Nationale d'Ingénieur de Tunis puis travaille sur l'écriture des premiers codes de calcul dynamique pour l'étude de l'intermittence du chauffage dans les collèges et les bureaux au CSTB. Enfin il travaille au sein du cabinet d'architectes fondé par Marcel Cointe (Centralien promotion 1948) sur des projets en France, à Alger et dans le sud saharien.
Il enseigne la thermique du bâtiment à l'Ecole centrale Paris (devenue CentraleSupélec) depuis 1983.

## Carrière de dessinateur
Les personnages de François Cointe ne sont pas sans évoquer ceux de la série Dilbert, mais de façon délibérément plus expressive toutefois (le flegme de Dilbert fait partie intégrante du personnage de Scott Adams).
Ses personnages les plus fameux sont ceux créés pour le compte des publications du groupe IDG France, notamment Le Monde informatique, jusqu'à la fermeture de cette société en 2007. François Cointe a publié une série d'ouvrages reprenant ses bandes dessinées et dessins de presse.
Ses talents d'illustrateurs ont été utilisés également dans des campagnes et des ouvrages publicitaires informatiques (IdealX, Microsoft, etc.).

### Le Monde informatique
François Cointe a commencé sa collaboration avec Le Monde informatique le 23 décembre 1985 par quatre dessins en petit format en noir et blanc. Au fil des changements de formules de ce magazine, la collaboration de François Cointe change de forme. Dans l'actualité, il a notamment réalisé au fil du temps : un dessin unique de petite taille en noir et blanc puis en couleur, en couverture puis en page intérieure ; une colonne verticale de quatre dessins indépendants ; un grand dessin pleine-page en page 3, etc. Les personnages du projet SIMBAD (SIMulation d'un Bazar Absolument Démentiel), module Platon (PLAnte Toujours ON ne sait pas pourquoi), qui apparaissent progressivement, deviendront les Cybériens (après un audit qui aboutira à la placardisation du DSI).
Les dessins d'actualité de François Cointe utilisent ses personnages favoris (les Cybériens, voir ci-dessous) comme figurants mais les acteurs principaux sont ceux de l'actualité, légèrement caricaturés : l'éléphant bleu pour IBM, Bill Gates pour Microsoft, des mouettes pour OpenOffice.org, un manchot pour l'open source, etc.

### Y'a un bug!
Y'a un bug est un recueil de dessins humoristiques créés pour Info PC (autre publication du groupe IDG France) de fin 1987 à début 1988, où ils paraissaient mensuellement. Philippe Monnin, le rédacteur en chef lui avait fait retravailler son projet plusieurs fois pour son lectorat très professionnel.
Traiter l'informatique des « pros » lui paraît un peu aride au départ, d'autant que le dessinateur Zévar qui règne en maître sur l'humour informatique dans 01 Informatique a énormément de talent. Mais, en fin de compte, il y trouve matière à raconter beaucoup de ses souvenirs, notamment d'ingénieur programmant en FORTRAN, et — petit plaisir — à y mêler plein de personnages inspirés de ses contacts ici ou là. « Je me suis bien défoulé, avoue-t-il, et parmi tous, le débile qui ne sait pas se loguer et surtout se déloguer quand il est resté trop longtemps à ne rien faire, et qui est terrorisé à l'idée que les machines tombent en panne à cause de lui, c'est autobiographique, c'est moi. »[réf. souhaitée]

### Login Durand
Entraîné par le mouvement, il publie quelques autres albums avec des inédits, et en 1992, au Monde informatique, il est pressenti pour devenir le pendant du célèbre Zévar de 01. Il s'agit donc de faire comme Zévar une bande hebdomadaire d'une ligne (un strip comme on dit), ce qu'il réussit, dans un style très différent de son confrère.
Il commence par l'articuler sur un ingénieur principal qu'il nomme Durand. Celui-ci est rapidement confronté à Jean Morel, l'ingénieur système barbu déjà présent dans Y'a a un bug.
Outre Morel, responsable mainframe, soucieux de « ne pas diffuser trop d'information »[réf. souhaitée], d'autres personnages s'introduisent peu à peu dans la série :
- Raffin, ingénieur-chercheur toujours noyé dans son désordre ;
- Lecorcier, ingénieur carriériste qui sera à sa grande fureur « promu » à la maintenance ;
- Toutain, qui est « bras cassé », profiteur, et tire-au-flanc ;
- Solange Quantin. Elle apparaît en tant que « responsable bureautique », mais sa fonction devient ensuite plus floue.

### Les Cybériens
Quand Cointe se rend compte que les personnages entourant Durand sont devenus plus populaires que celui-ci, il rebaptise sa série les Cybériens. C'est sous ce nom qu'elle continue aujourd'hui, comportant toujours des critiques des modes managériales du domaine, à la manière du détournement de AVEC (apportez vos équipements connectés) en SANS (supprimez ces andouilles nulles et stupides).

## Autres œuvres
François Cointe a également travaillé pour Les Échos, Le Moniteur, Fashion Daily, etc. Il illustre régulièrement diverses publications (journaux de chambres de commerce, plaquettes publicitaires, etc.) et des livres (L'Officiel de la téléréalité, Mirages et Miracles des technologies de l'information de Francis Meston, Hervé Nora et Philippe Rosé ; Les Aventures de la Petite Fée, Le Saigneur des Agneaux et Les Pionniers d'Outre-Lumière de Pierre Béhel, etc.)

## Publications

### En tant qu'auteur
- Y a un bug ! Les victimes de l'informatique,  (ISBN 2200372302 et 2200037236)
- Y a un bug Version 2.0, Les martyrs de l'informatique
- Y a un bug 3.0, Les maniaques de l'informatique,  (ISBN 2200214103)
- Les Autoroutards de l'information,  (ISBN 2200217048)
- Login Durand. L'entreprise communicante,  (ISBN 2200214863)
- Encore planté, 1992  (ISBN 2200211163)
- Ça tourne pas net sur Internet, 1997  (ISBN 2212035837)
- Les Cybériens
- Vive le BTP !
- C'est la vie de chantier
- Brèves De Clavier - Blagues D'informaticiens Et Humour De Geeks, Dunod.

### En tant qu'illustrateur
- DRH.CON,  (ISBN 291579104X)
- Mémento de l'entrepreneur du BTP,  (ISBN 2281122573 et 2281124924)
- L'Architecte, maître d'œuvre
- L'Officiel de la télé réalité 2004,  (ISBN 291558401X)
- Couverture de Les aventures de la Petite Fée dans la Forêt Magique / Les Contes de la Forêt Magique, de Pierre Béhel, 2004 - 2006.
- Couverture de Le Saigneur des Agneaux, de Pierre Béhel, 2005.
- Couverture de Les Pionniers d'Outre-Lumière, de Pierre Béhel, 2008.